# Exclusion sociale

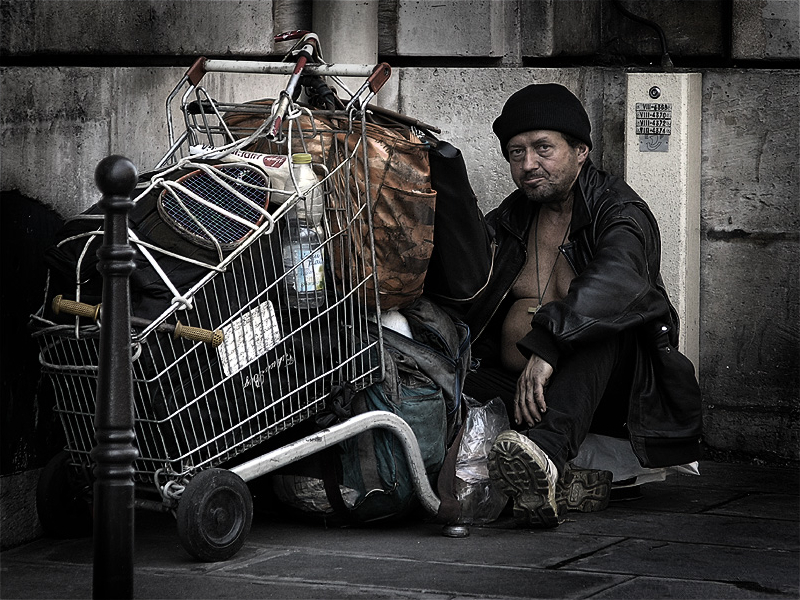
Homme sans domicile fixe à Paris, subsistant difficilement avec une propriété réduite à quelques effets personnels.

Pour les articles homonymes, voir Exclusion.
L'exclusion sociale est la relégation ou marginalisation sociale d'individus, ne correspondant pas ou plus au modèle dominant d'une société, incluant personnes âgées, personnes sujettes à un handicap (physique ou mental, psychologique) ou autres minorités. Elle n'est généralement ni véritablement délibérée, ni socialement admise, mais constitue un processus plus ou moins brutal de rupture parfois progressive des liens sociaux.
Ce terme a commencé à trouver un usage social courant dans les années 1980 dans les sociétés post-industrielles. Alors que le phénomène de mise à l'écart se retrouve dans de très nombreuses sociétés et remonte à des temps anciens, le phénomène actuel d'exclusion sociale ne recouvre pas forcément, ni exactement, celui de la pauvreté. L'une des expressions dominantes des sociétés occidentales est la participation active au marché du travail. Nombre de chômeurs se sentent exclus socialement.
L'exclusion sociale, en privant un individu ou un groupe d'une reconnaissance, nie son identité. Et, lorsque l'individu passe de l'état de fait au statut, alors, s'opère un processus de stigmatisation. Elle peut concerner différents champs ou valeurs, comme la famille, le mariage, le logement, la culture ou la scolarisation. Lorsque cette exclusion concerne des groupes très fragilisés (économiquement), elle entretient leur stigmatisation.

## Question à la citoyenneté
Les sociétés démocratiques sont censées garantir à leurs membres l'exercice de leurs droits et de leurs devoirs : la désocialisation d'une partie de la population pose la question de la citoyenneté effective et non plus de principe. Par exemple, dans la France de la fin du XXe siècle et du début du XXIe siècle, connaissant une population croissante d'exclus, « les services sociaux apparaissent comme les derniers endroits où ils sont encore considérés comme des citoyens… » par la Nation, en dehors des campagnes électorales. La vie associative est un autre espace d'expression et de reconnaissance sociale, voire un lieu de reconstruction du lien social.

## Origines
Dans une première approche, il est possible d'associer directement exclusion et exploitation. Ainsi, les anarchistes, les altermondialistes et de manière générale l'extrême gauche, considèrent que l'exclusion sociale est produite par l'exploitation sociale. Une partie d'entre eux condamne toutefois la différenciation sémantique qui est vue comme un refus d'utiliser le langage marxiste. Par exemple, selon Eric Hazan, « lorsqu'on parle d'exclu il n'y a plus d'exploiteur ».
D'un autre côté, il faut s'interroger sur ce qu'implique l'utilisation du concept d'exclusion. Si le terme d’ « exclusion » a été largement diffusé dans la littérature scientifique et les médias, en particulier après le rapport du père Joseph Wresinski au Conseil Économique et Social « grande pauvreté et précarité économique et sociale » de 1987, la société ne saurait pour autant être envisagée comme divisée en deux : d'un côté les « exclus » et, de l'autre, les « inclus ». La situation des exclus est multiple. Les concepts de « déclassement », selon Pierre Bourdieu, ou de « disqualification sociale », selon Serge Paugam ou encore de « désaffiliation » selon Robert Castel, montrent mieux comment de plus en plus de personnes, qui se trouvent en situation de grande vulnérabilité sociale, en finissent par se trouver « déclassées » ou « disqualifiées » en tant que membres de leurs catégories initiales d'appartenance. Par ailleurs, certains sociologues comme Simon Wuhl parlent d’un « risque d’exclusion professionnelle » pour les travailleurs les moins qualifiés (chômage de longue durée, grande précarité dans le travail), dans le sens d’une rupture dans le continuum des relations au travail qui caractérisait jusqu’au début des années 1980 le système d’intégration sociale en France. Ce risque s’expliquerait par la combinaison de deux facteurs : la généralisation des technologies de l’information et de la communication, d’une part, peu favorable à l’intégration professionnelle des travailleurs peu qualifiés ; pour la France, s’ajoute le maintien d’un état d’esprit « fordiste », une rigidité dans les organisations productives et dans le fonctionnement du marché du travail, qui incite à sélectionner les mieux formés au détriment des moins qualifiés.

## Enfance

### Problème de l'éducation
L'exclusion peut frapper dès l'enfance, lors de la scolarisation et des premières années en famille. En effet, l'enfant ayant subi une éducation trop sévère voire violente, ou encore le divorce ou la séparation de ses parents, voire un traumatisme grave (viol, éventuellement incestueux, renvoi du foyer parental), peut intérioriser le jugement de sa famille (tel qu'il le comprend et se le représente) et s'exclure lui-même de la société (auto exclusion sociale), se sentant différent de ses camarades. Ce malaise se traduit souvent par un échec scolaire. Et plus tard, l'adolescent devenu adulte pourra se vivre comme sans avenir professionnel du fait de cette exclusion initiale.
En France, ce type d'exclusion, concerne pourtant l'enfance de milliers d'exclus,. L'enfant peut aussi être exclu lors de la socialisation primaire, c'est-à-dire dès ses premières années à l'école et dès sa première socialisation familiale.
Les ruptures familiales précoces et les situations de maltraitance durant l'enfance débouchent fréquemment sur l'exclusion sociale. De nombreuses enquêtes ont été conduites récemment sur ce sujet, aussi bien en France qu'aux États-Unis, en Suède ou au Royaume-Uni :
- le risque de s'engager dans une trajectoire de SDF est fortement accru par le fait d'avoir vécu des graves problèmes familiaux (mésentente ou violence des parents) durant sa jeunesse[10] ;
- ces résultats sont confirmés également pour les itinéraires des jeunes s'engageant dans des bandes aux comportements violents[11] ;
- les études de l'IRDES sur les personnes recourant aux services de soins gratuits montrent les liens entre maltraitance durant l'enfance, propension à se retrouver dans des situations d'exclusion sociale et plus forte fréquence des prises de risque en matière de santé[12] ;
- d'autres trajectoires en rupture vont dans le même sens[13], en particulier l'étude de la cohorte dite SIRS[14] qui étend les résultats issus d'une enquête conduite en Île-de-France dans cinq zones urbaines sensibles (ZUS) avec le soutien de l’Observatoire national de la pauvreté et de l'exclusion sociale, de l’INED et de l’INSERM.

### Ségrégation sociale
On appelle adultisme la discrimination à l'égard des enfants.
L'enfant joue plus ou moins avec ses parents. En fonction de l'origine sociale des parents, ils ont plus ou moins de temps, d'énergie et de connaissances à partager avec leurs enfants. Les enfants des couches les moins favorisées socialement ont moins l'occasion de jouer, donc de se développer. La scolarité est donc un défi d'autant plus élevé. De même pour la carrière professionnelle. D'où l'exclusion sociale de l'enfant et de ses enfants futurs.

## Expérimentation
Jean Twenge (en) démontre le phénomène d’exclusion sociale grâce à l’expérience ci-contre.

### Protocole
Imaginez que vous acceptiez de participer à une expérience de psychologie. On vous fait passer un test de personnalité et le chercheur qui vous a reçu vous donne le résultat…
Deux scénarios différents :
- scénario exclusion : « Désolé, mais vous avez tout à fait le profil psychologique des personnes qui terminent leur vie dans la solitude, incapables de rester durablement dans des relations épanouissantes » ;
- scénario acceptation : « Nous sommes heureux de vous apprendre que vous avez le profil psychologique des personnes qui auront une vie relationnelle heureuse, pleine d’affection et de lien durable ».

Ensuite, on vous fait passer dans une deuxième pièce pour soi-disant vous faire remplir un deuxième test. Dans cette pièce, il y a deux chaises, et là il faut en choisir une :
- l’une est face à un miroir ;
- l’autre est face au mur nu.

### Résultats
- si le scénario conduit à exclusion : face au mur (90 % des choix des sujets) ;
- si le scénario conduit à l’acceptation : vous choisissez indifféremment l’une ou l’autre chaise.

### Conclusion
L'exclusion ne permet pas l’adulation de soi (Adulation désigne l'action d'aduler, c'est-à-dire de multiplier les éloges, les louanges). Elle conduit aussi à ne plus accepter sa propre image. (Twenge)
De plus, l’exclusion « blesse » au même niveau que la douleur physique car les réactions de l’exclusion proviennent du mécanisme similaire à ceux de la douleur physique. Le besoin d’appartenance est une motivation fondamentale au même titre que manger, boire ou dormir. En cas d’échec, des répercussions négatives s’ensuivent, stress, maladies mentales et/ou physique, comportements déviants.

## Droit international des droits de l'homme
La Déclaration et programme d'action de Vienne affirme que l'extrême pauvreté et l'exclusion sociale constituent une violation de la dignité humaine et qu'il s'impose de prendre sans attendre des mesures de manière à mieux connaître le phénomène de l'extrême pauvreté et ses causes, de mettre fin à l'extrême pauvreté et à l'exclusion sociale et de mieux assurer la jouissance des fruits du progrès social. Concernant les minorités, l'article 27 du Pacte international relatif aux droits civils et politiques assure la protection sociale. Pour les personnes LGBT, les Principes de Jogjakarta condamnent toutes les exclusions sociales ; ce qui est également assuré pour les personnes handicapées par la Convention relative aux droits des personnes handicapées.

### Filmographie
- Attention danger travail de Pierre Carles.